# 孤雛淚 (電影)
《孤雛淚》（英語：Oliver!）是導演卡洛·李在1968年的歌舞片。這部電影是同名音樂舞台劇之電影版本，劇中的音樂詞曲均由萊諾·巴特（Lionel Bart）編寫。編劇為維農·哈里斯（Vernon Harris）。
無論這齣戲的電影或音樂劇版本，都是由狄更斯原著的小說「孤雛淚」所改編。音樂劇中包含的歌有「食物！榮耀的食物！（Food, Glorious Food）」、「顧及你自己（Consider Yourself）」、「只要他需要我（As Long as He Needs Me）」、「偷一兩個錢包（You've Got to Pick a Pocket or Two）」、「嗡帕帕（Oom-Pah-Pah）」以及「愛在哪裡？（Where is Love?）」。
電影的版本是由羅慕勒斯電影公司（Romulus Films production）製作，並由哥倫比亞電影公司作國際發行。該片主要在英國蘇里的謝珀頓製片場（Shepperton Film Studio）拍攝，其餘鏡頭也是在英國取景。
「孤雛淚」獲得第41屆奧斯卡金像獎的最佳影片。

## 演員
- 朗·穆迪（Ron Moody） 飾 費金
- 奧利佛·李德（Oliver Reed） 飾 比爾·賽克斯
- 哈利·史坎畢（Harry Secombe） 飾 邦布爾先生
- 馬克·李斯特（Mark Lester） 飾 奧利弗·崔斯特
- 傑克·懷德（Jack Wild） 飾 小靈精
- 夏妮·瓦莉絲（Shani Wallis） 飾 南茜
- 約瑟夫·歐康納（Joseph O'Conor） 飾 布朗羅先生

本片啟用了相當多的童星以及演員，原先「費金」這個角色接洽過彼得·謝勒與彼得·奧圖，在他們都回絕該角後，音樂劇版本中飾演費金的朗·穆迪便於電影版本中再度飾演費金的角色。

## 製作
電影版的劇本是由維農·哈里斯改編自萊諾·巴特的詞曲以及狄更斯的小說，並由卡洛·李德爵士擔任導演，飾演比爾·賽克斯的奧立佛·李德正是他的姪兒。有幾首音樂劇當中的歌曲在電影版本中並沒有出現，但是這些沒有出現的歌曲，是以變奏的方式成為電影版的配樂呈現。例如比爾·賽克斯的歌曲「我的名字」這首歌便能在電影版中賽克斯第一次出場時聽見，此外在賽克斯犯案時也能聽到幾次。
電影版中也增加了幾場在音樂劇中所沒有的情節。編劇更改了一些劇情使得比爾·賽克斯這個角色更貼近狄更斯的原著，在音樂劇版本中，比爾·賽克斯直到第二幕才出場，電影版本中一些比爾·賽克斯所唱的歌也被刪除掉了。
這部電影是從1967年的6月23日，於英國的謝珀頓製片場開始拍攝。

### 音樂劇與各版本電影的差異
- 在偷了布朗洛先生的皮夾以後，奧立佛被逮捕、審判接著被釋放，南茜都在背後關注著（在音樂劇中，南茜並沒有介入奧立佛的審判，所以估計這段情節的發生點是介於第一幕與第二幕之間）。這一段情節的對話幾乎完全從狄更斯的小說中節錄。審判奧立佛的法官方先生，在音樂劇中並沒有出現，而在電影中，只是簡單地稱呼他為「法官大人（由名演員休·葛瑞飛斯/Hugh Griffith客串）」，這個法官在電影中被描述成一個可笑、弱智且惡劣的酒鬼，根本不知道法庭裡發生什麼事，不像在狄更斯的小說中描寫他是一個充滿敵意的人。
- 比爾·賽克斯電影中出場的時間遠比音樂劇中來得早；電影中沒有表現出賽克斯誤殺了南茜之後內心的恐懼和不安，而且賽克斯打死南茜的場景也用非常戲劇化的方式表現，以符合闔家觀賞之音樂劇的精神。
- 電影中賽克斯強迫奧立佛幫助他闖入民宅的場景在音樂劇中並沒有出現，這段情節基本上是取自狄更斯的原著。然而，電影中作了些微的更動。
- 「嗡帕帕」這首歌在電影中被往後挪到了影片的下半段，由南茜所演唱。在電影版本中她唱這首歌是為了想要引開比爾·賽克斯的注意力，她邊唱邊與酒館的客人們跳舞，以便藉機護送奧立佛到倫敦大橋下，讓他回到布朗洛先生的身邊。
- 在音樂劇中，故事最後賽克斯企圖逃脫的場景並不在倫敦大橋，而是在倫敦房子的屋頂上，當地面上的群眾眼睜睜的看著賽克斯強迫奧立佛幫助他平衡以便他把繩子纏在一根細木條上，好盪到對面的屋頂。賽克斯把奧立佛當成人質的情節與狄更斯的原著不同，而是參考了大衛·連在1948年另一版本的「孤雛淚」電影。然而在大衛·連的電影中，奧立佛是將繩子綁在煙囪上，而不是細木條。根據大衛·連的自傳，他對卡洛·李德借用了這個橋段，卻沒有把他的名字放在演職員名單中表示感謝而覺得十分難過，因為這場戲對他意義重大（在1967年版的「孤雛淚」演職員名單中，僅僅提到「劇本由維農·哈里斯自由改編自查理·狄更斯的『孤雛淚』」）。在大衛·連的版本中比爾賽克斯因為受傷疼痛，鬆手墜下以致於繩子纏繞脖子上慘遭吊死；而1967年版的「孤雛淚」中，當比爾·賽克斯中槍時，繩子是繞在他的腰上而不是脖子上，因此這個版本的「孤雛淚」中，賽克斯是被槍殺而不是吊死。
- 在音樂劇版本中的結尾，是所有的演員合唱三首歌的組曲，這在電影的片尾被省略。電影的片尾是重新呈現由另一個角度拍攝「顧及你自己」的歌舞場景。
- 故事中比爾·賽克斯用木棒把南茜打死，但是在電影中，賽克斯是在「畫面外」將南茜殺死，而舞台劇的版本中，由於場景設計的關係，把這段情節改為「徒手殺死」；之後劇組又改為「掐死」，使情節更加真實而又不至太過血腥。
- 電影增加了倫敦大橋的場景，當奧立佛與南茜擁抱道別時，比爾·賽克斯出現綁走奧立佛，這段情節在一些舞台劇的版本也予以沿用。

## 評價
「孤雛淚」獲得了相當的好評，寶琳·凱爾在《紐約客》中提到，這是少數優於原音樂劇的改編電影。
李安曾以本片類比《亞果出任務》，為《少年PI的奇幻漂流》未得到奧斯卡最佳影片作辯解。他說：「現在誰還記得《孤雛淚》。」

## 歌曲
- 序曲Overture（影片開始前） (heard before the film begins)
- 主題曲Main Title（開場樂） (heard over the opening credits)
- 食物！榮耀的食物！／奧立佛！Food, Glorious Food/Oliver!
- 出售的男孩Boy For Sale
- 愛在哪裡？Where is Love?
- 顧及你自己Consider Yourself
- 偷一兩個錢包Pick a Pocket or Two
- 真是好生活It's a Fine Life
- 我願作任何事I'd Do Anything
- 早日歸來Be Back Soon
- 間奏Entr'acte（中場休息） (heard during the film's intermission)
- 誰會買？Who Will Buy?
- 只要他需要我As Long As He Needs Me
- 回顧情況Reviewing the Situation
- 嗡帕帕Oom-Pah-Pah
- 回顧情況Reviewing the Situation（重唱） (reprise)
- 終曲Finale（愛在哪裡？／顧及你自己） (Where Is Love?/Consider Yourself)
- 散場音樂Exit Music （在終曲之後）(heard after the Finale)
  - 詞曲及音樂總監：萊諾·巴特
  - 改編及指揮：約翰·葛林（John Green）

## 獲獎
1968 奥斯卡金像奖
「孤雛淚」獲得十一個奧斯卡金像獎提名，及贏得六個獎項：
- 最佳影片
- 最佳導演：卡洛·李
- 音樂劇最佳歌曲及音樂（原著或改編）
- 最佳藝術指導
- 最佳混音
  - 因為本片傑出的舞蹈，影藝學院頒了一座特別獎給本片的編舞歐娜·懷特（Onna White）。

本片其他的提名為：
- 最佳男主角（朗·穆迪）
- 最佳男配角（傑克·懷德）
- 最佳攝影
- 最佳服裝設計
- 最佳剪輯
- 最佳改編劇本

「孤雛淚」是獲得奧斯卡金像獎最佳影片的電影中唯一一部普遍級（G-rated）的影片（接下來的幾年出現了一部唯一審為X級的電影「午夜牛郎」，兩年後這部片被重審為R級），在2002年「芝加哥」獲得最佳影片之前，「孤雛淚」是最後一部獲得最佳影片的音樂片，這其中相隔了三十四年之久。
1968 金球獎 (影視獎項)
- 最佳音樂及喜劇電影 (Winner)
- 最佳導演 - 卡洛·李 (Nomination)
- 最佳音樂及喜劇類電影男主角 - Ron Moody (Winner)
- 最佳電影男配角 - Hugh Griffith (Nomination)
- New Star of the Year - Actor - Jack Wild (Nomination)